# Clássico da Poesia

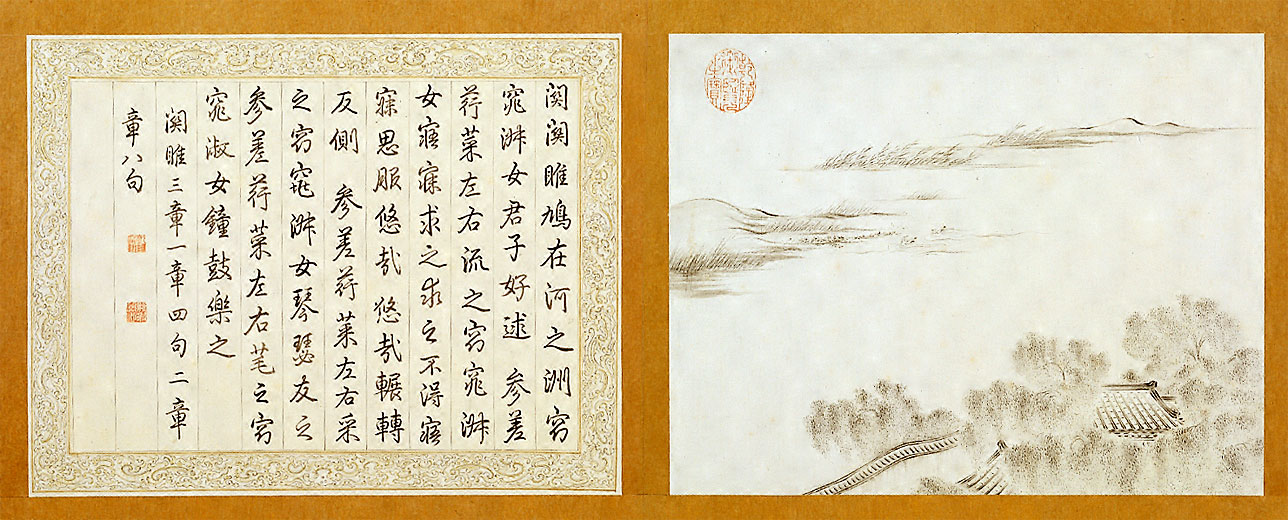
Um poema do Clássico do Poesia, escrito à mão pelo Imperador Qianlong, juntamente com uma pintura.

O  Shi Jing (chinês tradicional: 詩經 ; chinês simplificado: 诗经 ; pinyin: Shi Jing, Wade-Giles: Shih Ching), traduzido como Clássico da Poesia, Livro dos Cânticos,  Livro das Odes e As Odes, é a mais antiga coleção existente de músicas e poemas chineses. É composto por 305 poemas e canções, alguns escritos provavelmente em 1000 a.C. É um dos textos chineses que integram o conjunto conhecido como Cinco Clássicos.

## Tópicos

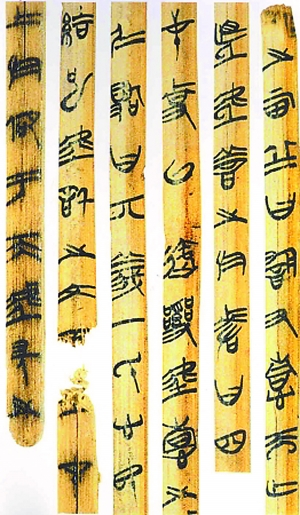
Tira número 22 de Kǒngzǐ Shīlùn (孔子诗论), uma discussão inicial do Clássico da Poesia. Tinta em tiras de bambu, que remontam ao período dos Estados Guerreiros (475-221 a.C.). Coleção do Museu de Xangai.

As Odes se tornaram conhecidas como um Jing, ou um "clássico", no sentido canônico, como parte da adoção oficial, pela Dinastia Han, do confucianismo como o princípio orientador da sociedade chinesa em todo o século I d.C. A palavra "shi" é a mesma palavra que, mais tarde, se tornou o termo genérico para "poesia".
O Clássico da Poesia é uma antologia compilada a partir dos trabalhos de autores anônimos diferentes. Os diversos trabalhos recolhidos são geralmente associados com específicos períodos cronológicos, tais como a Dinastia Zhou, e/ou associado com os estados específicos daquele período de tempo; no entanto, muitas incertezas existem, especialmente quanto às datas dos poemas mais antigos.
Mais da metade dos poemas provavelmente eram originalmente canções populares. Elas relatam problemas básicos humanos, como amor, casamento, trabalho e guerra. Outros incluem poemas judiciais e contos lendários elogiando os fundadores da dinastia Zhou. Também estão incluídos os hinos usados em rituais de sacrifício, e canções usadas pela aristocracia em suas cerimônias de sacrifício ou em banquetes.

## Estilo
Os poemas do Clássico da Poesia tendem a ter certos padrões típicos de rima e ritmo, e de fazer muito uso de imagens, muitas vezes derivadas da natureza. Os vários versículos individuais também tendem a ser curtos: o estilo destes poemas líricos contribuiu para o desenvolvimento de mais poesia chinesa posterior (especialmente para o estilo "shi" em oposição aos estilos "ci" ou "fu").
O Shi Jing tem sido um clássico confucianista reverenciado desde a Dinastia Han, e tem sido estudado e memorizado por séculos pelos estudiosos na China. As músicas populares eram vistas como uma maneira para a compreensão dos problemas das pessoas comuns, e muitas vezes foram lidas como alegoriasː por exemplo, as queixas contra os amantes eram vistas como as queixas contra os governantes infiéis.
A afirmação de Confúcio de que o Shi Jing forma uma parte dos Cinco Clássicos foi oficialmente reconhecida durante a Dinastia Han. Estes cinco livros, ou partes deles, foram comentados, compilados, ou editados pelo próprio Confúcio.

## Autoria
Embora o Shi Jing não especifique os nomes dos autores em associação com as obras constantes, dois estudiosos modernos aventaram hipóteses sobre a autoria. O Clássico da História diz que o poema "Coruja" (em chinês: 鸱鸮 ) nas Odes de Bin foi escrito pelo Duque de Zhou. Muitas das canções parecem ser canções populares Além disso, muitas das canções, parecem ser escritas por mulheres, ou a partir da perspectiva de uma mulher.

## Traduções
- Classic of Poetry, in The Sacred Books of China, translated by James Legge, 1879.
- The Book of Songs, translated by Arthur Waley, edited with additional translations by Joseph R. Allen, New York: Grove Press, 1996.
- Book of Poetry, translated by Xu Yuanchong (許淵沖), edited by Jiang Shengzhang (姜勝章), Hunan, China: Hunan chubanshe, 1993.
- The Classic Anthology Defined by Confucius, translated by Ezra Pound, Cambridge: Harvard University Press, 1954.
- The Book of Odes, translated by Bernhard Karlgren, Stockholm: The Museum of Far Eastern Antiquities, 1950.